# کورتاندونه
کورتاندونه (به ایتالیایی: Cortandone) یک کومونه در ایتالیا است که در استان آسته واقع شده‌است.

## خصوصیات
کورتاندونه ۵٫۰۲ کیلومترمربع مساحت و ۳۲۷ نفر جمعیت دارد.